# Luciano Rabottini
Luciano Rabottini (Beyne-Heusay, 23 gennaio 1958) è un ex ciclista su strada italiano.
Professionista dal 1981 al 1990, è padre di Matteo Rabottini, anch'egli ciclista professionista.

## Carriera
Rabottini nacque in Belgio da una famiglia di emigranti abruzzesi andati nel nord, come molti conterranei, per lavorare nelle miniere di carbone. Ottenne quattro successi nella sua carriera professionistica, lunga dieci anni, dal 1981 al 1990, tra cui la Tirreno-Adriatico del 1986, vinta grazie ad una "fuga bidone" alla prima tappa. Fu poi quinto al Giro di Lombardia del 1981 e terzo al Giro del Piemonte dello stesso anno.
Dopo il ritiro è rimasto legato al mondo del ciclismo: ha infatti un negozio di biciclette a Marina di Città Sant'Angelo, vicino a Pescara, e gestisce una scuola di ciclismo giovanile.

## Palmarès
- 1979 (dilettanti)

Coppa San Sabino
- 1980 (dilettanti)

Gran Premio Ciclistico San Basso
- 1983 (Metauro Mobili, una vittoria)

Gran Premio Industria e Commercio di Prato
- 1986 (Vini Ricordi, due vittorie)

1ª tappa Tirreno-Adriatico (Ladispoli > Cortona)
Classifica generale Tirreno-Adriatico
- 1989 (Ariostea, una vittoria)

Giro di Campania

### Altri successi
- 1981 (Santini - Selle Italia)

Classifica sprint Itzulia Basque Country
- 1989 (Ariostea)

3ª tappa Giro d'Italia (Villafranca Terme > Messina)

## Piazzamenti

### Grandi giri
- Giro d'Italia

1981: 77º
1982: 44º
1983: 63º
1984: 67º
1985: 61º
1986: 56º
1988: 53º
1989: 94º
1990: 96º

### Classiche monumento
- Milano-Sanremo

1981: 71º
1982: 21º
1985: 83º
1986: 6º
1989: 58º
- Giro di Lombardia

1981: 5º
1982: 39º
1985: 19º
1986: 9º
1987: 26º